# William Blum
William Blum (født 6. marts 1933 - 9. december 2018) var en amerikansk politiker, historiker og kritiker af den amerikanske udenrigspolitik. 
Han havde arbejdet for at "afsløre CIA's ansatte og deres misgerninger" og bl.a skrevet The CIA, A Forgotten History (1986) og Rogue State: A Guide to the World's Only Superpower (2000).
William Blum udsendte et elektronisk nyhedsbrev, som hedder "The Anti-Empire Report".